# Fredrik Skagen

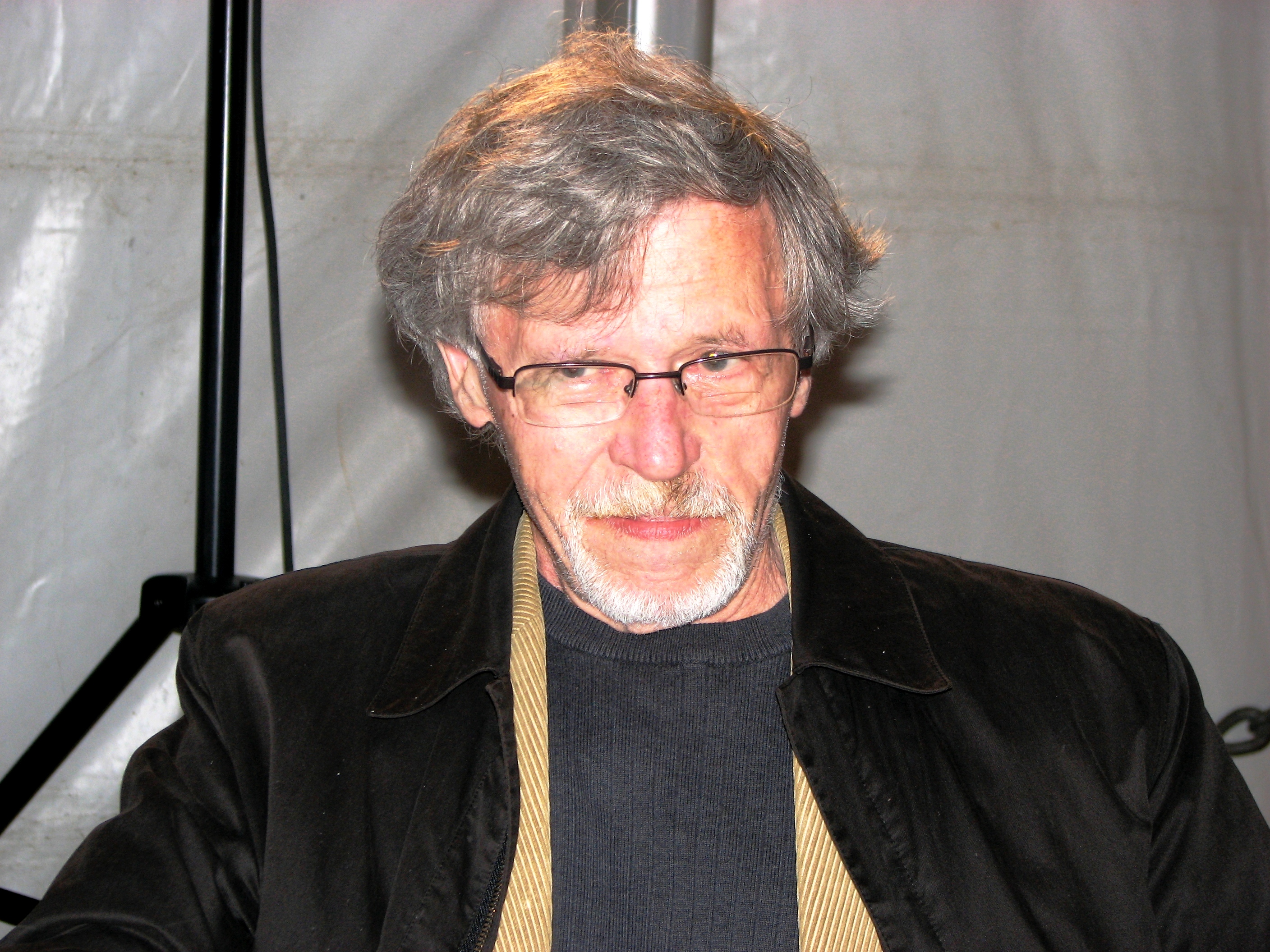
Fredrik Skagen (2010)

Fredrik Skagen (* 30. Dezember 1936 in Trondheim; † 20. Juni 2017 ebenda) war ein norwegischer Schriftsteller und Bibliothekar. 

## Leben
Skagens Eltern waren der Lebensmittelhändler Rudolf Andreas Skagen (1905–1974) und Thyra Fredrikke Mortensen (1904–1998). 1959 heiratete Skagen die Bibliothekarin und Übersetzerin Eva Kristine Rønning (* 31. Dezember 1937), Tochter von Karl Rønning (1910–1999) und Greta Maria Blomquist (1907–1988).
Skagen wuchs in Trondheim auf und verbrachte dort den größten Teil seines Lebens. Er besuchte von 1960 bis 1961 die Statens bibliotekskole (Staatliche Bibliotheksschule) und arbeitete von 1961 bis 1969 als Bibliothekar und anschließend bis 1975 als Universitätsbibliothekar an der Norges Tekniske Høgskole (NTH, Norwegische Technische Hochschule) in Trondheim. Bereits 1968 veröffentlichte er seinen ersten Roman Jagten efter Auriga, dem zwei weitere folgten, ehe er 1976 seine hauptberuflich schriftstellerische Tätigkeit begann. Skagen veröffentlichte auch Kinderbücher, Kurzgeschichten, Hörspiele und den nach seinen Vorlagen erstellten Film Purpurhjertene über das Schicksal eines Vietnamsoldaten.

## Schriften

### Kriminalromane
- 1968 Jagten efter Auriga
- 1970 Jeg vet en deilig have
- 1970 Papirkrigen
- 1978 Ulvene
- 1979 Forræderen
- 1981 Kortslutning
- 1982 Viktor! Viktor!
- 1983 Frit fald
- 1984 Tigertimen
- 1985 Voldtægt
- 1986 Døden i Capelulo
- 1988 Dragenatten
- 1988 Menneskejægeren
- 1990 Alte Kameraden
- 1991 Landskab med kuglehul
- 1993 Dødelig madonna
- 1993 Nemesis
- 1994 Skrik (dt. Das dritte Opfer. Diana, München/Zürich 2003, ISBN 978-3-453-87378-0)
- 1995 Nattsug (dt. Im Sog der Nacht. Diana, München/Zürich 2003, ISBN 978-3-453-86992-9)
- 1996 Rekyl (dt. Weiße Spuren. Diana, München/Zürich 2002, ISBN 978-3-453-21187-2)
- 1998 Blackout (dt. Schwarz vor Augen. Diana, München/Zürich 2001, ISBN 978-3-8284-0058-0)
- 1999 Drømmen om Marilyn
- 2000 Blomster og blod
- 2001 Blitz
- 2002 Fri som fuglen

### Sonstige Werke
- 1976 Utkastelsen (Hörspiel)
- 1980 Alt står bra til med nordmennene (Novelle)
- 1987 En strek i regningen (TV-Manuskript)
- 1990 Pelle Maradona (Bilderbuch)
- 1992 Otto og røverne (Kinderbuch)
- 1992 Å drepe en sangfugl (Novelle)

## Auszeichnungen
- 1980 Riverton-Preis für Kortslutning
- 1986 Cappelenprisen (Norwegen)
- 1986 Palle-Rosenkrantz-Preis für Viktor! Viktor!
- 1987 Bokhandlerprisen für Purpurhjertene
- 1995 Trondheim kommunes kulturpris (Kulturpreis der Stadt Trondheim)
- 1996 Skandinavischer Krimipreis für Nattsug